# Баковац Косињски
Баковац Косињски је насељено мјесто у Лици, у општини Перушић, у Личко-сењској жупанији, Република Хрватска.

## Географија
Баковац Косињски се налази око 26 км сјеверозападно од Перушића.

## Историја
До територијалне реорганизације у Хрватској насеље се налазило у саставу бивше велике општине Госпић.

## Становништво
Према попису из 1991. године, насеље Баковац Косињски је имало 372 становника. Према попису становништва из 2001. године, Баковац Косињски је имао 187 становника. Баковац Косињски је према попису из 2011. године имао 126 становника.
| Демографија | Демографија | Демографија |
| Година      | Становника  | Становника  |
| ----------- | ----------- | ----------- |
| 1971.       | 697         |             |
| 1981.       | 472         |             |
| 1991.       | 372         |             |
| 2001.       | 187         |             |
| 2011.       |             | 126         |

## Попис 1991.
На попису становништва 1991. године, насељено место Баковац Косињски је имало 372 становника, следећег националног састава:
| Попис 1991.‍ | Попис 1991.‍ | Попис 1991.‍ | Попис 1991.‍ | Попис 1991.‍ |
| ----------- | ----------- | ----------- | ----------- | ----------- |
|             |             |             |             |             |
| Хрвати      | Хрвати      |             | 367         | 98,65%      |
| Срби        | Срби        |             | 1           | 0,26%       |
| непознато   | непознато   |             | 4           | 1,07%       |
| укупно: 372 |             |             |             |             |